# 4-AcO-DET
4-AcO-DET（4-乙酰氧基-N,N-二乙基色胺，或称为ethacetin、ethylacybin）是一种色胺衍生物，分子式C16H22N2O2，1958年由艾伯特·霍夫曼在Sandoz的实验室首次合成，在体内会被胆碱酯酶水解为4-羟二乙基色胺（4-HO-DET）。